# Kampala Queens Women Football Club
Maillots
Dernière mise à jour : 10 avril 2023.
Le Kampala Queens Women Football Club est un club ougandais de football féminin basé à Kampala. Depuis juin 2023, c'est la section féminine du KCCA.

## Histoire
En 2015, l'équipe de la Ghadafi Integrated Academy obtient sa promotion en première division ougandaise. Leur premier match en Women Super League se solde par une défaite 1-0 face à la Makerere University.
À l'intersaison 2016, le président de la FUFA Moses Hassim Magogo rachète l'équipe et la renomme Kampala Queens. Un solide recrutement est effectué et l'ancienne internationale ougandaise Faridah Bulega est nommée coach, reléguant son prédécesseur Rajab Buyinza au poste d'adjoint. Le club déménage au Villa Park de Nsambya.
Les résultats tardent à venir, avec des éliminations aux portes de la finale en 2018 (face à leurs rivales de Kampala, Kawempe Muslim) et en 2019 (face aux Lady Doves). Les saisons suivantes sont encore plus décevantes, l'équipe ne parvenant pas à se qualifier en play-offs malgré de nouvelles vagues de recrutement.
En 2021, le club nomme Hamza Lutalo entraîneur et construit de nouvelles infrastructures. La saison 2021-2022 débute par une défaite face à Kawempe Muslim (2-0), mais les Kampala Queens ne perdent plus un seul match de la saison, terminant malheureusement à la deuxième place, devancées à la différence de buts par le She Corporate FC.
Après avoir été très actif au mercato, recrutant la plupart des joueuses de l'équipe nationale, le club remporte finalement son premier titre lors de la saison 2022-2023,, quatre journées avant la fin du championnat. Ce sacre lui offre la qualification pour la Ligue des champions du CECAFA 2023, disputée en Ouganda. En coupe d'Ouganda cependant, le club chute lourdement en quarts de finale face à Kawempe Muslim (5-1).

## Palmarès
- Championnat d'Ouganda
  - Champion : 2023, 2025.
  - Vice-champion : 2022.

## Rivalités
Le club entretient une forte rivalité avec son voisin de Kampala, le Kawempe Muslim FC.